# Elaine Riley
Elaine Riley (15 de enero de 1917 – 7 de diciembre de 2015) fue una actriz cinematográfica y televisiva estadounidense.

## Biografía

### Inicios
Hija de Mr. y Mrs. A.B. Riley, ella nació en  East Liverpool, Ohio. Fue ganadora del concurso de belleza de Miss East Liverpool, y finalista del certamen para la elección de Miss Ohio en 1937. Riley se graduó en la Escuela de Moda Traphagen, y fue modelo de Powers and Hattie Carnegie en Nueva York a los 18 años de edad.
Con el nombre artístico de Elaine Gray, Riley cantó con una orquesta de música y baile en varias ciudades, entre ellas Pittsburgh, Pensilvania.

### Cine
Riley entró en Hollywood en 1943 como extra de RKO Pictures, debutando en el film Higher and Higher. Deseando trabajar en el cine, ella dejó su trabajo como secretaria del director general de la emisora radiofónica neoyorquina WINS (AM).
En 1946 fue contratada por Paramount Studios, compañía para el cual fue una recurrente primera actriz en producciones protagonizadas por el personaje Hopalong Cassidy. A lo largo de su carrera tuvo la oportunidad de trabajar con estrellas como Charles Laughton, Tim Holt y Gene Autry.

### Televisión
Riley actuó en dos episodios de The Lone Ranger, y en The Lineup intervino en una entrega emitida el 4 de enero de 1957. Otra serie en la que participó fue  The Cisco Kid, encarnando a Mildred Stone en episodio de la misma.

## Últimos años
Se retiró de la actuación en 1960, tras participar en más de 70 producciones. En 2004, Elaine Riley ganó el Golden Boot Awards, el cual se concede a todos los artistas que han contribuido de manera significativa al género del western, tanto en televisión como en el cine.
Elaine Riley falleció el 7 de diciembre de 2015, a los 98 años de edad.
Desde el año 1946 había estado casada con el actor Richard Martin, a quien conoció durante un rodaje. La pareja permaneció unida hasta la muerte de él, ocurrida en 1994.

## Selección de su filmografía
- Gildersleeve on Broadway (1943)
- Higher and Higher (1944)
- Show Business (1944)
- Step Lively (1944)
- Two O'Clock Courage (1945)
- You Came Along (1945)
- The Stork Club (1945)
- Monsieur Beaucaire (1946)
- Variety Girl (1947)
- The Big Clock
- Beyond Glory (1948)
- False Paradise (1948)
- Every Girl Should Be Married (1948)
- Alias Nick Beal (1949)
- The Great Lover (1950)
- Rider from Tucson (1950)
- Where Danger Lives (1950)
- ¡Vaya par de marinos! (1952)
- Steel Town (1952)
- ¡Qué par de golfantes! (1953)
- Pardners (1956)